# EP400
La proteína de unión a E1A p400 es una proteína que en humanos está codificada por el gen EP400.  El componente del complejo de acetiltransferasa de histona NuA4 que participa en la activación transcripcional de genes seleccionados principalmente por acetilación de histonas nucleosómicas H4 y H2A. Esta modificación puede alterar las interacciones nucleosoma-ADN y promover la interacción de las histonas modificadas con otras proteínas que regulan positivamente la transcripción. Puede ser necesario para la activación transcripcional de los genes diana E2F1 y MYC durante la proliferación celular. Las actividades de ATPasa y helicasa del complejo NuA4 parecen ser, al menos en parte, contribuidas por la asociación de RUVBL1 y RUVBL2 con EP400. Puede regular la actividad de transcripción de ZNF42. Componente de un complejo similar a SWR1 que media en la eliminación de la histona H2A.Z / H2AZ1 del nucleosoma.

## Interacciones
Se ha demostrado que EP400 interactúa con la proteína asociada al dominio de transformación / transcripción, similar a RuvB 1 y Myc.